# Aloísio Pires Alves
Aloísio Pires Alves, född den 16 augusti 1963 i Pelotas, Brasilien, är en brasiliansk fotbollsspelare som tog OS-silver i fotbollsturneringen vid de olympiska sommarspelen 1988 i Seoul.